# Horton (Wem Rural)
Horton – osada w Anglii, w hrabstwie ceremonialnym Shropshire, w dystrykcie (unitary authority) Shropshire, w civil parish Wem Rural. Leży 18 km od miasta Shrewsbury. W 1870-72 osada liczyła 86 mieszkańców. Horton jest wspomniana w Domesday Book (1086) jako Hortune.